# Charles de Lameth

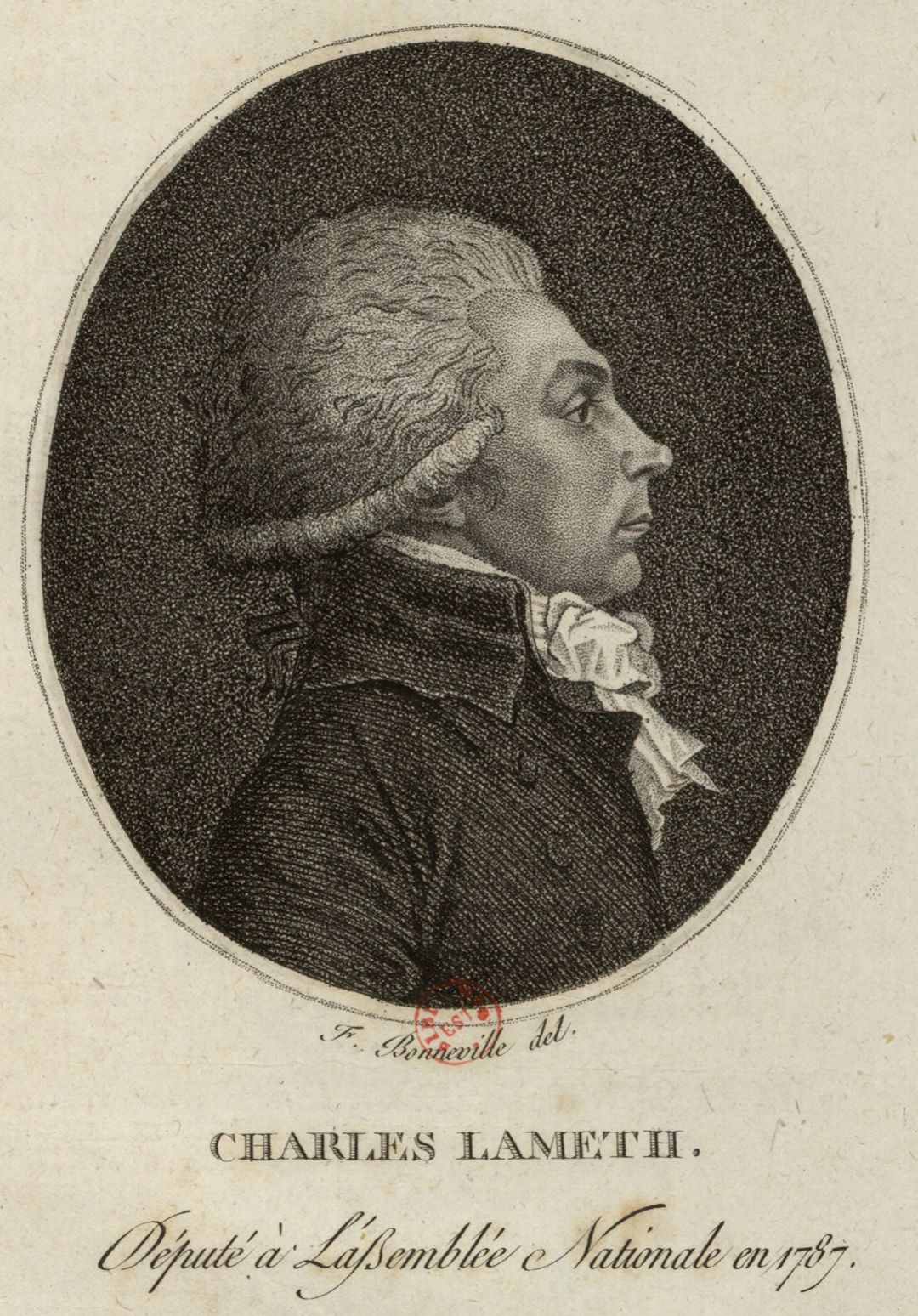
Charles de Lameth, Grafik von François Bonneville

Charles de Lameth, eigentlich Charles-Malo-François, comte de Lameth (* 5. Oktober 1757 in Paris; † 28. Dezember 1832 ebenda) war ein französischer Général de brigade der Kavallerie.

## Leben und Wirken
Lameth war der Sohn von Maréchal de camp Louis Charles de Lameth und dessen Gattin Therese de Broglie, Tochter von Marschalls François-Marie de Broglie; seine Brüder waren Alexandre und Théodore de Lameth.
Lameth nahm am nordamerikanischen Freiheitskrieg teil und befehligte nach seiner Rückkehr das Régiment Royal-Étranger cavalerie. 1789 wurde er für den adligen Zweiten Stand in die Generalstände gewählt. In der konstituierenden Nationalversammlung befürwortete er die konstitutionelle Monarchie. Außerdem wirkte er dort zusammen mit seinem Bruder Alexandre als Vertreter der Interessen der großen Plantagenbesitzer in den Kolonien.
Im Feldzug von 1792 befehligte er eine Kavalleriedivision. Da er sich der Entthronung des Königs widersetzte und die Jakobiner bekämpfte, wurde er nach dem 10. August 1792 verhaftet und 27 Tage gefangen gehalten, begab sich darauf nach Hamburg, wo er ein Handlungshaus gründete, und kehrte erst 1800 nach Frankreich zurück.
1809 wurde er  Gouverneur von Würzburg, 1810 von der nordspanischen Hafenstadt Santoña und 1827 zum Deputierten gewählt.
Charles de Lameth starb am 28. Dezember 1832 im Alter von 75 Jahren in Paris und fand seine letzte Ruhestätte auf dem Friedhof Père-Lachaise (28. Division).

## Ehrungen
- 20. Juni 1809 Ritter der Ehrenlegion

## Bibliographie
- 1790 – Remontrances a mon neveu Charles de Lameth
- 1790 – Recit fidele et exact de ce qui s'est passé entre M (le Duc de) Castries et M. (le Comte) Charles de Lameth
- 1790 – Lettre du père éternel, a M. de Lameth
- 1790 – Lettre de Charles Lameth. A son correspondant de Versailles M. Godad
- 1790 – Diner patriotique de M. Charles Lameth, le samedi 23 mai 1790
- 1790 – Attention. je le maintiens et le soutiens : il faut parler net pour se faire entendre
- 1791 – Grand assassinat de Monsieur Charles Lameth, denoncé par lui-meme a l'Assemblée nationale; ou Memoire a consulter et consultation pour un grenadier de la Garde-nationale